# Buellia alboatrior
Buellia alboatrior är en lavart som först beskrevs av William Nylander och som fick sitt nu gällande namn av Alexander Zahlbruckner. 
Buellia alboatrior ingår i släktet Buellia och familjen Physciaceae. Inga underarter finns listade i Catalogue of Life.